# 田邉光雄
田邉 光雄（たなべ みつお、1948年 - ）は日本の実業家。信金中央金庫理事長。

## 略歴
1948年、栃木県で生まれる。1967年3月に栃木県立栃木高等学校卒業し法政大学経済学部へと進学。大学卒業後、全国信用金庫連合会（現・信金中央金庫）に入社する。1998年に財務企画部長、2000年に理事・財務企画部長、2001年に理事・大阪支店長、2003年に常務理事、2005年に専務理事、2007年に副理事長、2009年に第3代理事長に就任する。
2018年旭日小綬章受章。
信金中央金庫の初の生え抜き理事長である。

## 参考
- 毎日新聞2009年6月18日付朝刊
- ZAKZAK 2009/06/18 - 信金中金理事長に田辺光雄氏が昇格